# Saint-Seurin-de-Cadourne
Saint-Seurin-de-Cadourne is een gemeente in het Franse departement Gironde (regio Nouvelle-Aquitaine) en telt 767 inwoners (1999). De plaats maakt deel uit van het arrondissement Lesparre-Médoc.

## Geografie
De oppervlakte van Saint-Seurin-de-Cadourne bedraagt 15,7 km², de bevolkingsdichtheid is 48,9 inwoners per km².
De onderstaande kaart toont de ligging van Saint-Seurin-de-Cadourne met de belangrijkste infrastructuur en aangrenzende gemeenten.

## Demografie
Onderstaande figuur toont het verloop van het inwonertal (bron: INSEE-tellingen).